# Cabra del Camp
Cabra del Camp település Spanyolországban, Tarragona tartományban. Cabra del Camp Sarral, Tarragona, El Pont d’Armentera, El Pla de Santa Maria, Figuerola del Camp és Barberà de la Conca községekkel határos. Lakosainak száma 1321 fő (2024).

## Népesség
A település népessége az elmúlt években az alábbi módon változott:
| Lakosok száma | 369  | 1204 | 872  | 583  | 418  | 768  | 1116 | 1115 | 1163 | 1321 |
|               | 1717 | 1887 | 1936 | 1960 | 1986 | 2004 | 2009 | 2014 | 2019 | 2024 |